# Emilian (prawosławny patriarcha Antiochii)
Emilian – prawosławny patriarcha Antiochii w latach 1062–1075.